# Bugarra
Bugarra là một đô thị ở comarca Los Serranos cộng đồng Valencia, Tây Ban Nha. Đô thị này có diện tích 40,31 km², dân số thời điểm năm 2006 là 837 người.